# Crash Bandicoot (videojoc)
Crash Bandicoot és un videojoc de plataformes desenvolupat per Naughty Dog i publicat per Sony Computer Entertainment per a PlayStation. El joc va ser llançat a Amèrica del Nord al setembre de 1996 i a Europa al novembre de 1996. Es tracta del segon videojoc que Naughty del Dog desenvolupà per a Universal Interactive Studios, sent el primer Way of the Warrior.
Crash Bandicoot és el primer lliurament de la sèrie Crash Bandicoot, que narra la creació del personatge principal a les mans de l'antagonista de la sèrie, Doctor Neo Cortex, i el sequaç Doctor Nitrus Brio. La història segueix a Crash mentre intenta evitar els plans de Brio i Cortex per a dominar el món, i rescatar a la seua xicona Tawna, una bandicoot femenina també desenvolupada per Brio i Cortex.
Crash Bandicoot va rebre crítiques generalment positives, elogiant-ne els gràfics i l'estil visual únic del joc, però van criticar els seus controls i la falta d'innovació com a joc de plataformes. El joc va vendre més de 6 milions d'unitats, la qual cosa el converteix en el huité joc de PlayStation més venut de tots els temps, i el més venut als Estats Units. Una versió remasteritzada, inclosa en la col·lecció Crash Bandicoot N. Sane Trilogy, va ser llançada per a PlayStation 4 al juny de 2017 i portada a altres plataformes al juny de 2018.

## Jugabilitat

Un exemple de partida de Crash Bandicoot, il·lustrant la mecànica bàsica del joc.

Crash Bandicoot és un joc de plataformes en el qual els jugadors controlen al protagonista titular, Crash, mentre travessa diversos nivells en seqüència per a progressar. Crash pot derrotar els enemics saltant sobre ells o usant un atac giratori. Crash perdrà una vida si és colpejat per un enemic o obstacle, o cau en un pou sense fons. Crash pot protegir-se recollint màscares Aku Aku, que protegeixen a Crash d'un colp d'un enemic o obstacle (però no clots o altres obstacles de mort instantània). Crash pot mantindre dos màscares alhora i, en recollir una tercera màscara, obtindrà invencibilitat temporal. El joc acaba quan el jugador es queda sense vides, amb més vides guanyades en trobar elements de vida addicionals o en recol·lectar 100 fruites Wumpa.
Dispersos en cada nivell hi ha diversos tipus de caixes, la majoria de les quals contenen elements com les màscares Aku Aku i fruites Wumpa, que es poden trencar en saltar o girar sobre elles. Altres tipus de caixes inclouen caixes de punts de control, que permeten als jugadors reprendre el seu progrés després de perdre una vida, caixes de fletxes sobre les quals Crash pot rebotar i caixes explosives de TNT que exploten en trencar-se o seguir un temporitzador que s'activa saltant sobre elles. Certes caixes, incloses les caixes de plataforma d'acer, són invisibles i requereixen que el jugador colpege un quadre d'exclamació per a fer-les tangibles. Si el jugador supera un nivell amb totes les caixes trencades sense morir, guanyarà una gemma. Es poden obtindre gemmes addicionals a través de nivells ocults o rutes alternatives, i calen algunes gemmes per a accedir a noves àrees. Recol·lectar totes les gemmes en el joc li permet al jugador aconseguir el seu veritable final. Si el jugador aconsegueix recol·lectar suficients icones de bonificació, passaran a una etapa de bonificació que, una vegada completat, li permetrà al jugador guardar el seu progrés, ja sigui mitjançant targeta de memòria o contrasenya.

## Trama
En un arxipèlag aïllat a 300 milles —480 km— a l'oest de Tasmània, el científic boig Doctor Neo Cortex fa servir el seu «Raig-Evolvo» per alterar genèticament la vida silvestre local i convertir-la en un exèrcit de soldats amb el propòsit de dominar el món. Entre aquests soldats hi ha un bàndicut barrat oriental anomenat Crash, a qui Cortex selecciona per ser el general del seu exèrcit. El dia abans de ser sotmès al «Cortex Vortex», una màquina destinada a rentar-li el cervell, Crash s'uneix a una bàndicut anomenada Tawna, però és rebutjat per la màquina i expulsat del castell de Cortex, caient en picat cap a l'oceà. Aku Aku, un esperit mèdic bruixot que actua com a guardià de les illes, l'ajuda a la seva missió.
Crash emprèn un viatge a través de l'arxipèlag que s'estén durant uns quants mesos. Travessa un llogaret natiu i derrota al cap tribal hostil Papu Papu. Cortex rep notícies de l'acostament de Crash i envia els seus soldats per desfer-se'n. Després de derrotar a Ripper Roo, Koala Kong i Pinstripe Potoroo, arriben a la fortalesa de Cortex i s'enfronten al seu assistent, el Doctor Nitrus Brio, qui lluita contra Crash ingerint una poció per transformar-se en un monstre verd gegant. En aquest moment Crash escapa a l'aeronau de Cortex, mentre Cortex aborda un aerolliscador i ataca en Crash amb una pistola de plasma, mentre el seu castell crema darrere d'ells. Crash desvia els raigs d'energia d'en Cortex contra ell i fa que en Cortex caigui del cel. La Tawna abraça en Crash mentre tots dos viatgen a l'aeronau d'en Cortex cap al capvespre.
L'epíleg aprofundeix en el destí dels personatges principals del joc després de la derrota i la desaparició d'en Cortex. Papu Papu ven les restes del castell d'en Cortex a un desenvolupador turístic i fa servir els guanys per obrir una botiga de roba de talles grans; Ripper Roo se sotmet a una intensa teràpia i educació superior, i és autor d'un llibre ben rebut que n'analitza la ràpida evolució i les conseqüències; Koala Kong es muda a Hollywood i es converteix en actor de cinema; Pinstripe obre una empresa de sanejament a Chicago i es prepara per a una campanya per a governador; i Brio redescobreix l'amor per la cocteleria.

## Desenvolupament

### Concepció
El 5 de gener de 1994, Skip Paul, el vicepresident executiu de MCA Inc., interessat a emular l'aparent tendència dels estudis de cinema d'obrir les seves pròpies divisions de videojocs, va decidir establir-ne una de similar a Universal, la qual va passar a denominar-se Universal Interactive Studios. La intenció inicial d'Universal Interactive era contractar desenvolupadors independents amb la intenció de crear jocs i pel·lícules interactives basades en les franquícies existents de Universal. A l'hivern del Consumer Electronics Show d'aquell any, els fundadors de Naughty Dog, Andy Gavin i Jason Rubin van mostrar el seu últim joc Way of the Warrior a la recerca d'una distribuïdora; Universal Interactive va disputar els drets de publicació del joc de Naughty amb The 3DO Company i Crystal Dynamics; a manera anecdòtica, el seu estand a l'esdeveniment estava situat gairebé al costat de l'estand de Naughty Dog. Un cop concretat l'acord, Universal va garantir a la desenvolupadora el finançament de tres jocs més en què hauria de tenir completa llibertat creativa, una acció catalogada com a inusual en aquella època ja que el propòsit del primer era que Naughty es concentrés prou temps en aquests productes per satisfer les expectatives dels executius de l'estudi.
A l'agost de 1994, Gavin i Rubin van començar la seva mudança de Boston, Massachusetts a Los Angeles, Califòrnia. Abans d'anar-se'n, tots dos van contractar Dave Baggett, el seu primer empleat i amic de Gavin de l'Institut de Tecnologia de Massachusetts; Baggett no va començar a treballar a temps complet fins al gener del 1995. Durant el viatge, Gavin i Rubin van estudiar intensament jocs d'arcade i van notar que els títols de carreres, baralles i trets havien començat a fer una transició cap al renderitzat 3D complet. Inicialment van considerar un beat 'em up en tercera dimensió basat en Final Fight, abans de reconèixer que el seu gènere de videojocs favorit, els de plataformes d'acció basat en personatges, no tenia jocs en tercera dimensió en aquell moment. Donkey Kong Country va ser particularment influent a despertar la curiositat dels dos companys sobre com podria funcionar un joc d'aquest tipus en tres dimensions. Van pensar que en una perspectiva tridimensional, el jugador miraria constantment l'esquena del personatge en lloc del seu perfil i, per tant, van anomenar de broma al projecte hipotètic «Joc de cul de Sonic». La tecnologia bàsica per al lliurament i la sèrie Crash Bandicoot es va crear conjuntament en algun lloc prop de Gary, Indiana. Arribant a Colorado, ja tenien aproximadament una idea de com seria el joc. Poc després, Gavin i Rubin van llançar el seu disseny d'anterior entrega per Al O. Saurus and Dinestein, un videojoc de desplaçament lateral basat en viatges en el temps i científics genèticament fusionats amb dinosaures.
Naughty Dog es va reunir amb Cerny després de mudar-se a les seves noves oficines a Universal City, Califòrnia. El grup li va agradar per unanimitat la idea de «Joc de cul de Sonic» i van discutir per a quin sistema de videojocs desenvolupar-lo. En decidir que el 3DO Interactive Multiplayer, Atari Jaguar, Sega 32X i Sega Saturn eren opcions insatisfactòries a causa de les baixes vendes i les unitats de desenvolupament que consideraven «maldestres», l'equip finalment va triar desenvolupar el joc per a la PlayStation de Sony considerant que tant la companyia com la consola eren «sexy», i tenint en compte que Sony no comptava amb una mascota competidora en els jocs. Després de signar un acord de desenvolupador amb la companyia, Naughty Dog va pagar 35.000 dòlars per una unitat de desenvolupament de PlayStation, i la va rebre el setembre de 1994. Es va fixar un pressupost de desenvolupament de 1,7 milions de dòlars per al títol, i la producció va començar a l'octubre de 1994. Rubin i Gavin van ser els desenvolupadors individuals 44 i 45 a signar el desenvolupament per a la consola, i, segons l'aproximació de Rubin, Crash Bandicoot és el joc número trenta a començar el desenvolupament per a PlayStation. David Siller va ser assignat com a productor del títol per Universal Interactive a causa de la seva experiència en el disseny de videojocs, malgrat la renúncia de Gavin i Rubin a tenir un productor.

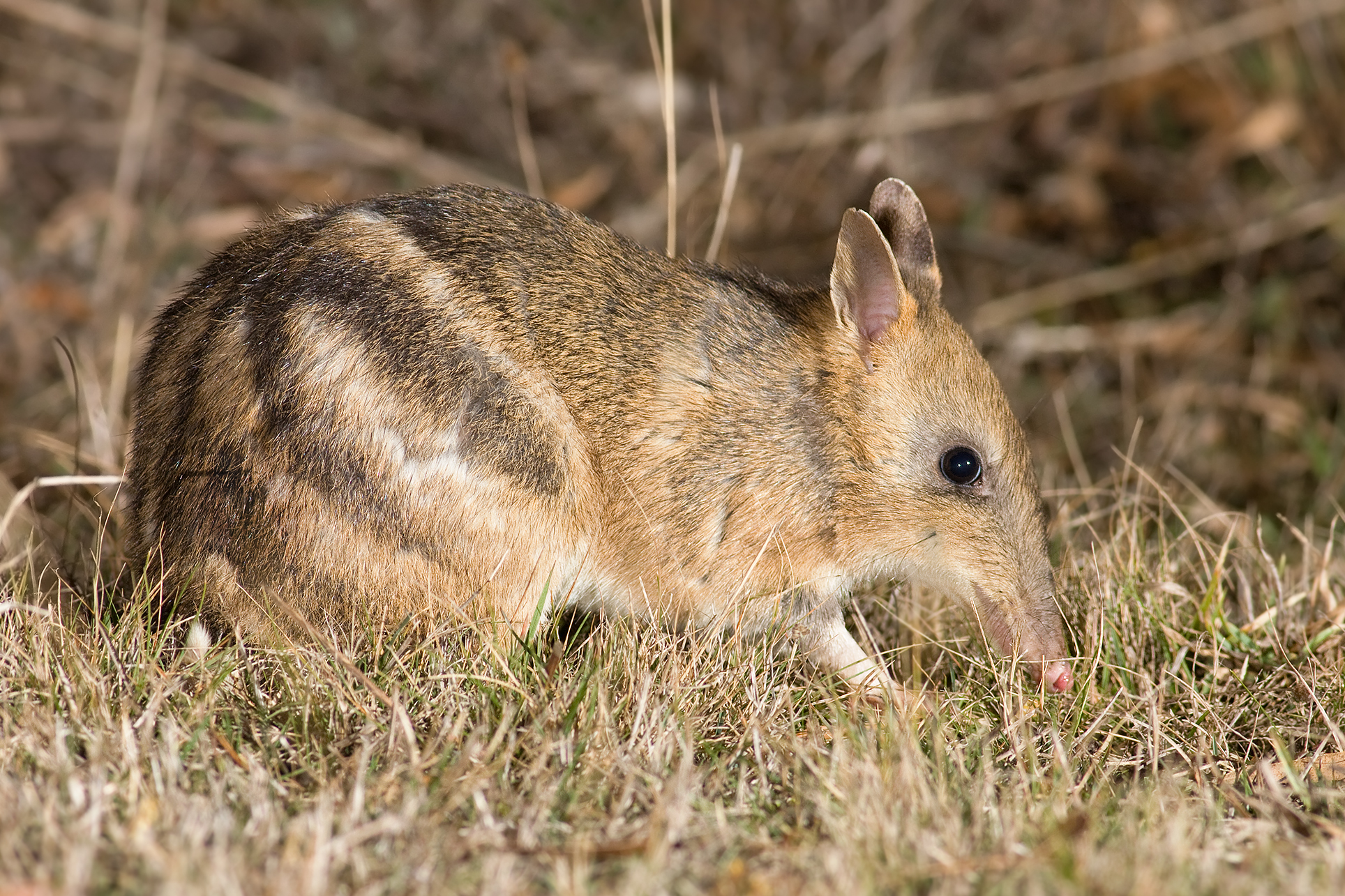
Bandicut, un petit mamífer d'Austràlia, va inspirar la creació de Crash.

Abans del desenvolupament de Crash Bandicoot, Naughty Dog volia fer el que van fer Sega i Warner Bros. Mentre dissenyaven els seus respectius personatges (Sonic the Hedgehog i el Dimoni de Tasmània) volien incorporar un animal que fos «valent, real i que ningú sabés realment sobre ell». L'equip va comprar una guia de camp sobre mamífers de Tasmània i va seleccionar el wombat, el potorous i un bandicut com a opcions. Gavin i Rubin van triar Willie the Wombat com a nom temporal per al personatge protagonista del joc. El nom mai va ser definitiu pel fet que sonava «massa ximple», i perquè sonava com una propietat existent amb aquest mateix nom que no era un videojoc; el nom també va ser utilitzat per Hudson Soft pel seu joc de rol Willie the Wombat, exclusiu del Japó per a la Sega Saturn. Si bé el personatge era efectivament un bandicut, encara se'l coneixia com a «Willie the Wombat», ja que encara no s'havia formulat un nom final. El malvat es va crear mentre Gavin i Rubin menjaven a prop d'Universal Interactive Studios. A Gavin se li va acudir la idea d'un «malvat dolent geni amb un gran cap» que permetia percebre la seva personalitat per «la seva actitud amb els seus sequaços». Rubin, aficionat a la sèrie animada de televisió Pinky i Cervell, va imaginar un «Cervell més malèvol», amb sequaços que s'assemblen a les mosteles a Qui ha enredat en Roger Rabbit?. Després que Gavin interpretés una «veu ximple de malvat» que representava l'actitud que tenia al cap per al personatge, se'ls va acudir instantàniament anomenar-lo Doctor Neo Cortex.
Després de la seva experiència prèvia amb Way of the Warrior, Gavin i Rubin van reconèixer que es necessitaria un equip de desenvolupament més gran per crear el seu nou joc. Quan es van instal·lar a la secció del darrere de muntatge d'escenaris d'Universal Interactive, Gavin, Rubin i Baggett es van fer amics de Taylor Kurosaki, un artista d'efectes visuals que estava treballant a la sèrie de televisió seaQuest DSV, al mateix edifici. Kurosaki, que havia estat usant LightWave 3D en el seu treball, es va sentir atret per l'oportunitat d'aprendre i usar PowerAnimator, i es va convertir en el següent empleat de Naughty Dog el 5 de gener de 1995. Bob Rafei també va ser contractat en aquesta època i se li va assignar el càrrec de director d'art del títol.

### Disseny de personatges i art
Al març de 1995, Universal Interactive i Naughty Dog van contractar Joe Pearson d'Epoch Ink perquè els ajudés en l'aspecte visual de la producció. Pearson, al seu torn, va recomanar que també s'incorporés Charles Zembillas d'American Exitus. Pearson i Zembillas es reunien setmanalment amb Naughty Dog per crear els personatges i els entorns. Com que el personatge principal era de Tasmània, es va decidir que el joc es desenvoluparia en una illa misteriosa on es podrien trobar tota mena d'entorns possibles, amb el raonament addicional que un geni malvat com Cortex requeriria una illa fortalesa. Pearson va crear una bíblia conceptual que incloïa històries de fons detallades per a Crash i Cortex i va establir l'escenari del títol com les restes del continent perdut de Lemúria.
Els esbossos inicials de Crash de Zembillas el representaven com un personatge «xaparrat i amagat». Després que Pearson dibuixés una versió que era més prima, tenia un nas més gran i usava una màscara semblant a la del Zorro, Zembillas el va començar a dibuixar com «una mica més maníac i boig». Naughty Dog va decidir des del principi que no hi hauria connexió entre un animal real i el disseny final de Crash, que en canvi estaria determinat «51% per necessitat tècnica i visual i 49% per inspiració». Gavin va determinar el color del pelatge en crear una llista de personatges populars i els seus colors, i després va fer una llista de possibles antecedents terrenals —com ara boscos, deserts, platges, entre d'altres. Els colors que no es veurien bé a la pantalla estaven estrictament prohibits, com el vermell, que sagnaria als televisors més antics. El taronja va ser seleccionat per procés d'eliminació. El cap de Crash es va fer gran i sense coll per contrarestar la baixa resolució de la pantalla i permetre que les seves expressions facials fossin discernibles. Rubin va notar que això era la major dificultat per girar el cap del personatge amb aquest tipus de disseny. S'hi van afegir petits detalls com guants, punts a l'esquena i un cofre de color clar per ajudar el jugador a determinar quin costat era visible segons el color. En Crash no li van posar cua ni tirants amb solapes a causa de la incapacitat de PlayStation per mostrar correctament aquests píxels sense parpellejar. El llarg dels pantalons es va escurçar per evitar que els turmells es moguessin com ho farien amb pantalons més llargs. Crash es va idear originalment com un personatge parlant que, com a resultat de la seva subjecció al Cortex Vortex, es comunicava en una sèrie d'estranyes Non sequitur derivades de la literatura clàssica i la cultura pop. L'equip finalment va decidir que seria mut perquè consideraven que les veus dels personatges en els videojocs anteriors eren «soses, negatives i dificultaven identificar a quin pertanyia».
Gavin i Rubin van descriure Cortex a Zembillas com «[que té] un cap enorme però un cos diminut, és un científic boig i es vesteix semblant a un nazi de Els Supersònics». Gavin posseeix els esbossos en tinta originals de Zembillas de Crash, mentre que Rubin posseeix els esbossos originals de Cortex. Es va concebre originalment com un personatge de videojoc conscient de si mateix que estava molest pels clixés que encarnava i es adreçava cap a l'audiència al llarg del joc. Aquest aspecte es va eliminar després que Naughty Dog decidís que les escenes interrompirien el ritme. La mà dreta de Cortex, el Doctor Nitrus Brio, originalment anomenat «Needy Brio», es va desenvolupar com un Florete.
Aku Aku es va concebre originalment com un personatge humà ancià que es comunicava a través de murmuris només intel·ligibles per a Crash, de manera similar a la dinàmica entre C-3PO i R2-D2 de la franquícia de La guerra de les galàxies. El seu nom prové d'un restaurant polinesi situat prop de l'estació Alewife, que presentava estàtues tiki gegants al front. Les màscares d'Aku Aku que protegeixen el protagonista van ser un afegiment tardà destinat a equilibrar la dificultat. Com que el suggeriment inicial de Cerny d'un escut translúcid hauria estat tècnicament poc pràctica, les màscares flotants es van crear com una alternativa de baix polígon.

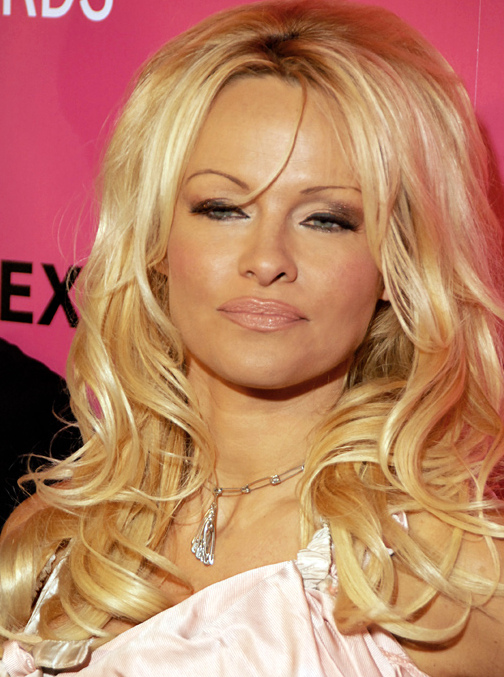
Segons Naughty Dog, Tawna és la rèplica de «Pamela Anderson però amb cervell».

Els personatges Ripper Roo i Papu Papu van donar l'oportunitat als animadors de Naughty Dog d'implementar funcions com a acció superposada i simular el moviment de les parts grosses d'un cos, respectivament; el primer també va servir com a demostració humorística dels perills del Cortex Vortex. Pinstripe Potoroo i Tawna (originalment anomenada «Karmen») es van inspirar respectivament en El Padrí i en l'actriu Pamela Anderson, encara que el disseny de Tawna es va reduir per ser menys provocatiu. Els germans Komodo i Tiny Tiger, que van aparèixer com a caps en futurs videojocs de la saga, van ser creats originalment per al primer joc.
En crear els nivells per al títol, Pearson primer va dibuixar cada entorn i després va dissenyar i crear elements individuals addicionals. Primer va preparar un aspecte orgànic i descuidat del joc, evitant per complet les línies rectes i els cantons de 90 graus. Un artista de Naughty Dog va dibuixar cada objecte de fons abans de modelar-lo amb l'ordinador. Als artistes de l'empresa se'ls va encarregar fer el millor ús de les textures i reduir-ne la quantitat de geometria. Els elements foscos i clars es van juxtaposar per crear interès visual i separar la geometria que tenien. Els artistes tancaven els ulls quan dibuixaven, texturitzaven i jugaven amb els nivells per assegurar-se que es poguessin jugar amb el valor de la llum en solitari. S'han assegurat de fer servir el color correctament escollint colors mútuament accentuats per als nivells «Lost City» i «Sunset Vista». Segons Rubin, els artistes van treballar a les imatges durant vuit mesos abans que es programés tot en el codi del joc.

### Gràfics
Era aquesta seqüència d'obertura, quan en Crash treu la seva cara plana de la sorra, se la sacseja, se'l veu confús, salta, mira a la càmera i fa el seu gran somriure atabalat, que va ser el que va aconseguir vendre en Crash com a personatge. Cap joc 2D no es podia permetre l'art, i cap altre 3D no tenia l'animació facial que va incorporar el nostre sistema de vèrtexs. I així, el personatge principal es va transformar de «vehicles» sense emocions a un amic emotiu. Jason Rubin, sobre l'impacte de l'animació de vèrtexs en la presentació de Crash Bandicoot.
La producció de Crash Bandicoot va fer servir estacions de treball basades en Silicon Graphics de 100.000 dòlars, amb un sistema d'eines basat en IRIX en lloc dels ordinadors personals de 3.000 dòlars, que eren l'estàndard en aquell moment. La PlayStation tenia un mode de vídeo de 512×240 que feia servir memòria de vídeo que normalment s'utilitzava per a textures, però era efectiva per a renderitzar polígons ombrejats però sense textura amb un detall més nítid. Rubin va assenyalar que, atès que els polígons als personatges tenien només uns pocs píxels de mida, els personatges ombrejats es veurien millor que els texturitzats. Així, els polígons van ser emfatitzats sobre les textures; Això va ser avantatjós ja que va permetre als programadors treballar amb més polígons i els va permetre evitar la manca de correcció de textura o retallada de PlayStation. Per donar-li al videojoc més semblant a una caricatura animada, es va implementar la animació de vèrtex en lloc de l'animació d'esquelet estàndard amb ponderació d'«una articulació»; Això va permetre als programadors utilitzar la ponderació de tres a quatre unions més sofisticada disponible a PowerAnimator. Com que la consola no va poder igualar això en temps d'execució, la ubicació de cada vèrtex es va emmagatzemar a cada quadre a 30 quadres per segon. Gavin, Baggett i Cerny van intentar inventar un compressor de llenguatge assemblador per a aquesta forma d'animació; La versió de Cerny, encara que la més complicada, va ser la més reeixida de totes tres. El mètode d'animació de vèrtexs va permetre en Crash mostrar una gamma molt més àmplia d'expressions facials que els personatges de videojocs de la competència en aquell moment. Rubin va crear el model de Crash amb 532 polígons i va animar tots els personatges. Com que les cames d'en Cortex eren massa curtes perquè el seu model caminés correctament, es va mantenir immòbil en moltes de les seves aparicions.
Per obtenir els detalls gràfics extensos i detallats del joc, Rubin, Gavin i Baggett van investigar el càlcul de visibilitat en els videojocs que van seguir Doom i van concloure que un càlcul previ exhaustiu de la visibilitat permetria que generés un nombre més gran de polígons. Després d'experimentar amb el control de la càmera en itinerància lliure, l'equip es va decidir per una càmera de rail ramificada que seguia al costat, darrere o davant del personatge, generalment mirant-lo, movent-se en una pista a través del món. Atès que només es poden veure 900 polígons a la pantalla alhora, parts del paisatge van quedar ocults a la vista usant arbres, penya-segats, parets i girs i voltes a l'entorn. Gavin va crear textures procedimentals per superar la manca de memòria de textura disponible. Cada nivell de Crash Bandicoot conté de sis a vuit megabytes de textures. Baggett va crear compressors bidireccionals que van reduir els nivells de 128 megabytes a 12 megabytes i els permetessin ser compatibles amb la memòria d'accés aleatori de dos megabytes de PlayStation. Les etapes van resultar ser tan grans que el primer nivell de prova creat no es va poder carregar al PowerAnimator i va haver de tallar-se en setze parts. Cada peça va trigar uns deu minuts a carregar-se en una màquina de 256 megabytes. Per posar remei a la situació, Baggett va crear el DLE —«Dave's Level Editor»—, una eina de disseny de nivells amb què els valors RGB de tot el mapa d'un nivell es van utilitzar per acoblar entorns amb una successió de deu a quinze capes d'Adobe Photoshop, que indicaven com s'havien de combinar les parts. Rafei va crear gairebé tots els fons del joc.
Universal Animation Studios va produir un parell d'escenes amb animació, dibuixades a mà perquè servissin com a introducció i final del títol, i també perquè poguessin servir com a material per fer una sèrie animada en cas que el joc arribés a ser ben rebut i comercialment reeixit. Les escenes dibuixades a mà es van eliminar després que Sony Computer Entertainment recollís Crash Bandicoot per a la seva publicació, ja que Sony desitjava impulsar els gràfics poligonals en tercera dimensió de PlayStation. Siller va pujar les escenes a YouTube el 2015.

### Disseny de nivells
Naughty Dog va prendre la decisió primerenca de dissenyar Crash Bandicoot com un joc clàssic de plataformes basat en l'acció, en lloc d'un videojoc basat en l'exploració de món obert que representa els seus entorns completament en tres dimensions. Per codificar els personatges i la jugabilitat, Gavin i Baggett van crear el llenguatge de programació «Game-Oriented Object LISP» —GOOL— utilitzant la sintaxi LISP. Els dos primers nivells de prova creats no es van integrar a la versió final perquè eren massa oberts i tenien massa polígons. Durant l'estiu del 1995, l'equip es va centrar a crear etapes que fossin funcionals i divertides i va utilitzar els escenaris de fàbrica d'en Cortex per experimentar amb aquest objectiu; la configuració mecànica va permetre a l'equip renunciar als dissenys de boscos complexos i orgànics i destil·lar el títol de dos eixos. Les primeres dues zones funcionals, Heavy Machinery i Generator Room, van utilitzar el joc 2.5D i van presentar tècniques bàsiques utilitzades anteriorment a Donkey Kong Country, com ventilacions de vapor, plataformes de caiguda, coixinets inflables, canonades calentes i personatges enemics que es movien de banda a banda, la qual cosa es va organitzar en combinacions progressivament més difícils a mesura que avançava el nivell. Els atacs de salt i gir de Crash es van refinar en aquests dos nivells. "Cortex Power" va incorporar el punt de vista original de "darrere d'en Sonic" -darrere del personatge i sobre l'espatlla- presentat en les dues etapes de prova. Després de treballar en aquests tres, es va crear el primer nivell operatiu amb temàtica de la jungla, Junngle Rollers, a partir de peces del primer escenari de prova fallit disposat en un corredor entre arbres. Posteriorment, es van desenvolupar de dos a tres nivells per a cada tema ambiental creat, amb el primer presentant un conjunt introductori de desafiaments i les àrees posteriors afegint nous obstacles —com a plataformes que cauen i es mouen al segon nivell amb el tema de la jungla— per augmentar la dificultat. Els dissenys i la mecànica del joc generalment no es van dibuixar en paper per endavant i van ser en gran part el resultat de prova i error per part de l'equip de Naughty Dog. Siller va crear esbossos i resums per documentar el resultat, però després va fer servir els documents per reclamar el crèdit pels dissenys i la mecànica del joc.
Després de desenvolupar el títol principal, Naughty Dog es va adonar que el joc tenia moltes àrees buides a causa de la incapacitat de PlayStation per generar múltiples enemics a la pantalla. En un intent de posar remei a això, van crear les «Fruites Wumpa», que apareixien en tres dimensions per mitjà d'una sèrie de textures, però això no es va considerar prou emocionant. Un dissabte de gener del 1996, Gavin i Rubin van concebre la mecànica de les caixes, raonant que els cofres estarien formats per una petita quantitat de polígons i múltiples tipus dels quals podrien combinar-se amb un efecte interessant. Gavin ho va codificar mentre que Rubin va modelar algunes bàsiques, així com una TNT explosiva i va dibuixar textures ràpides. Les primeres caixes es van integrar al joc sis hores després i se'n van col·locar moltes més durant els dies següents. El febrer del 1996 s'havien creat més de 20 nivells que es trobaven en diverses etapes de finalització.
Kurosaki va dissenyar tres quartes parts de les etapes. Un dels últims nivells que va crear va ser Stormy Ascent, que era aproximadament quatre vegades més llarg que els altres escenaris. Encara que el nivell era completament jugable, Naughty Dog va considerar que era massa difícil i que li faltava temps per fer-ho més fàcil, i va decidir eliminar abans d'enviar la versió definitiva a Sony. Com que eliminar la fase per complet es va considerar massa arriscat, es va deixar ocult dins del disc, encara que accessible per jugar a través de GameShark. Stormy Ascent va ser posteriorment recreat per Vicarious Visions i llançat com a contingut descarregable per a Crash Bandicoot N. Sane Trilogy el 20 de juliol de 2017.

### Àudio

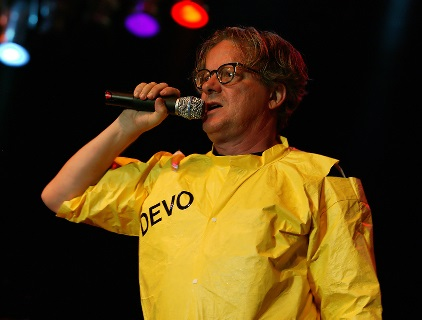
Mark Mothersbaugh (fotografiat el 2006), compositor de la música de Crash Bandicoot.

La música de Crash Bandicoot va ser un aspecte d'última hora afegit al joc abans de la seva presentació a l'E3. Siller va proposar que, en lloc de música convencional, Gavin podria crear una «simfonia caòtica urbana» on es combinarien efectes de so aleatoris, com vocalitzacions d'ocells, clàxons de vehicles, grunyits i flatulències. Després que Naughty Dog rebutgés aquesta proposta, Siller va presentar a la productora musical a Mutato Muzika i al seu fundador Mark Mothersbaugh. Segons Mothersbaugh, Mutato Muzika es va unir a la producció després de parlar amb ell sense consultar la desenvolupadora, cosa que va resultar en una confrontació enutjada entre Rubin i Siller. Cerny el va retirar de la producció després d'aquest incident. La música va estar composta per Josh Mancell i produïda per Baggett. Les pistes inicials de Muzika per al títol eren maníaques i hiperactives abans que Baggett ho dirigís cap a composicions més ambientals. Els efectes de so van ser creats per Mike Gollom, Ron Horwitz i Kevin Spears d'Universal Sound Studios. El so del riure maníac de Ripper Roo és una mostra d'una hiena —amb la veu de Dal McKennon— de la pel·lícula La dama i el rodamón. L'actuació de veu va anar a càrrec de Brendan O'Brien, que es va posar en contacte amb Rubin a través de Pearson i va gravar el diàleg sota el Teatre Hitchcock d'Universal Studios Lot.

## Màrquetingi llançament
El setembre del 1995, Andy Gavin i Taylor Kurosaki, utilitzant les connexions d'aquest últim amb l'equip de SeaQuest DSV, van passar dos dies a la badia d'edició de la sèrie creant una pel·lícula de demostració de dos minuts, i la van donar a un amic perquè la mostrés a Sony Computer Entertainment. Sony va agrair la demostració, però a causa dels problemes de gestió interna l'empresa no va signar l'acord amb Universal Interactive per publicar el joc fins al març del 1996. Mentre es preparava per a la demostració a l'E3 de 1996, l'equip va decidir finalment canviar el nom del personatge principal a Crash Bandicoot, el nom del qual es va acreditar a Kurosaki i Dave Baggett, i va estar basat en la seva espècie animal i en la reacció de destrucció repetitiva d'objectes en forma de caixa. També es van considerar els noms «Dash», «Smash» i «Bash». El director de màrqueting d'Universal Interactive va qüestionar el nom i es va oposar al personatge de Tawna per la seva naturalesa sexista percebuda. Encara que Naughty Dog va poder conservar el nom de Crash Bandicoot després d'amenaçar d'abandonar la producció, van optar per ometre a Tawna de les entrades posteriors de la sèrie, basant-se tant en aquesta experiència com en apaivagar els desitjos de Sony.
Universal Interactive, en un intent d'atribuir-se el mèrit del títol, va notificar a la desenvolupadora que no se'ls va permetre assistir a l'E3. A més, les còpies filtrades de la portada temporal de la caixa i els materials de premsa per a l'esdeveniment van ometre el logotip de Naughty Dog, en violació del contracte entre ells i Universal Interactive. En resposta a aquesta provocació, Jason Rubin va redactar i imprimir 1.000 còpies d'un document titulat Naughty Dog, creador i desenvolupador de Crash Bandicoot per repartir davant la pantalla del joc a l'E3. Per endavant, Rubin va entregar les octavetes «per a revisió» a la companyia, cosa que va enfurismar el seu president. El títol es va mostrar per primera vegada a l'E3 el maig de 1996, i va rebre reaccions entusiastes. Es va mostrar a la part davantera de l'estand de Sony, reemplaçant la seva elecció original de Twisted Metal.
Ami Matsumura-Blaire de Sony va exercir com a gerent de màrqueting del lliurament i va treballar en col·laboració amb Erik Moe i Chris Graves de TBWA\Chiat\Day per crear la campanya publicitària. Moe i Graves, reconeixent que Sony buscava establir-se com a desafiador de Nintendo, van concebre la idea que Crash Bandicut inspirava un jugador fanàtic i embogit a vestir-se com en Crash per assetjar en Mario a l'aparcament de cotxes de Nintendo. L'equip va establir una regla insinuant directament que el personatge del videojoc i la persona disfressada a l'anunci eren la mateixa, ja que les dues entitats tenien personalitats diferents. Quan l'equip de màrqueting va anar a Seattle per filmar el comercial, van crear un tràiler teaser més curt que mostrava el viatge dels fans a Nintendo. El comercial es va filmar a prop d'un edifici de Nintendo, però no de la seu principal, que Matsumura-Blaire va sentir que estava alineat amb l'humor de la campanya; ella va comentar que «tindria molt de sentit que aquest tipus no hagués fet la seva tasca i hagués anat per error a l'edifici equivocat». Es va considerar filmar un comercial addicional amb Sega, però mai es va crear a causa de l'augment de les despeses. El desenvolupament de Crash Bandicoot va abastar un total de 18 mesos. Es va llançar a Amèrica del Nord el 9 de setembre de 1996, i a Europa el 8 de novembre.

### Distribució japonesa
En preparació per presentar Crash Bandicoot a la divisió japonesa de Sony, Gavin va passar un mes estudiant anime i manga, llegint llibres en anglès sobre el tema, veient pel·lícules japoneses i observant personatges competitius en videojocs. Després de la primera reunió de Naughty Dog amb els executius de Sony Computer Entertainment Japan, li van lliurar un document que comparava en Crash amb Mario i Nights into Dreams. Tot i que Crash va rebre una qualificació favorable al departament de gràfics, el personatge principal i l'«herència» no japonesa del joc es van considerar punts febles. Les representacions del personatge fetes específicament per a la reunió tampoc no van resultar impressionants als inversors nipons. Durant un descans després de la reunió inicial, Gavin es va acostar a Charlotte Francis, l'artista responsable de les representacions, i li va donar quinze minuts per ajustar els trets facials d'en Crash perquè agradessin als directius japonesos. Sony Japó va comprar el videojoc per a la seva distribució japonesa després que se li mostrés la impressió modificada d'en Crash.
La versió japonesa de Crash Bandicoot es va realitzar amb un nivell de jugabilitat més senzill que en el llançament original per atraure el mercat japonès de PlayStation, ja que preferien nivells de dificultat més baixos. En els textos del joc es va ocultar en la mesura del possible el seu origen nord-americà, sense fer servir per a això lletres romanes. Es van afegir instruccions de text emergents donades per Aku Aku per a la versió japonesa. Part de la música del títol es va canviar a comanda de la divisió japonesa perquè fos menys «nerviosa». La pantalla d'un nivell en què en Crash és copejat per caixes que cauen, que el jugador no havia vist, es va modificar després que els nens japonesos que van provar el joc informessin que la imatge els va pertorbar i els va molestar.
La campanya publicitària de televisió japonesa per al videojoc va incloure un ball realitzat per un kigurumi de Crash Bandicoot disfressat; el ball el va crear la directora de màrqueting de Sony Japan, Megumi Hosoya. La música de fons de l'anunci es va convertir en el tema d'obertura de les versions japoneses dels lliuraments posteriors de la sèrie, i l'èxit de la campanya va influir a Naughty Dog per incorporar-lo als jocs. Crash Bandicoot es va llançar al Japó el 9 de desembre de 1996. Més tard es va rellançar com a part de la sèrie The Best for Family el 28 de maig de 1998, i el llançament de PSOne Books va seguir el 12 d'octubre de 2001.

## Rebuda
| Agregador    | Puntuació |
| ------------ | --------- |
| GameRankings | 80 %      |

| Publicació                         | Puntuació |
| ---------------------------------- | --------- |
| Computer and Video Games           | 4/5       |
| Electronic Gaming Monthly          | 33.5/40   |
| Game Informer                      | 9/10      |
| GameFan                            | 298/300   |
| GameRevolution                     | B         |
| GameSpot                           | 6.8/10    |
| HobbyConsolas                      | 94/100    |
| IGN                                | 7.5/10    |
| PlayStation Official Magazine – GB | 9/10      |
| Game Players                       | 8.8/10    |
| Hyper                              | 90%       |
| Next Generation                    | [ 82 ]    |
| Gaming Target                      | 9.3/10    |

| Publicació                | Premi       |
| ------------------------- | ----------- |
| Electronic Gaming Monthly | Joc del mes |
| GameFan                   | Joc del mes |

Crash Bandicoot va rebre crítiques generalment favorables dels crítics, amb Electronic Gaming Monthly i GameFan atorgant-li el títol de «Joc del mes». Els revisors van considerar àmpliament que la jugabilitat era estàndard per al seu gènere, encara que alguns, no obstant, la van considerar agradable i polida; E. Storm de GameFan, qui li va donar puntuacions perfectes tant al joc com al seu competidor Super Mario 64, i va determinar que «Mario 64 és una acció/aventura perfecta i que Crash és una acció/plataforma perfecta». No obstant això, Zach Meston de GameSpot i un crític de Next Generation van ser menys indulgents, començant per Meston, que el va ridiculitzar dient que era «pla com un atropellament en una carretera de quatre carrils», i després Next Generation, declarant que era «el títol menys original en arribar a una consola». Si bé la linealitat dels nivells i la manca d'espai per a l'exploració eren una forta decepció, les perspectives canviants entre els nivells es van reconèixer com a interessants, encara que la càmera fixa va fer que els revisors tinguessin dificultats per jutjar els salts. Es va apreciar la varietat proporcionada per aquestes perspectives alterades, així com les rondes de bonificació i les gemmes. El nivell de dificultat el van considerar desafiant sense arribar a ser frustrant, encara que a Tommy Glide de GamePro i a Dan Tsu d′Electronic Gaming Monthly, respectivament, els va semblar que els caps i els enemics eren fàcils d'eliminar. Tot i que Nebojsa Radakovic de GameRevolution va aplaudir els controls del joc, els crítics en general els van considerar satisfactoris encara que una mica lents. John Scalzo de Gaming Target va descriure els entorns com a «colorits i detallats», i va esmentar el pont nevat i els nivells dels temples com els seus favorits. No obstant això, va assenyalar que els personatges caps semblaven ser notablement poligonals en comparació dels altres personatges a causa de la seva gran mida. Va afegir que aquesta falla era excusable a causa de l'edat i que, altrament, els gràfics eren gairebé perfectes. Un crític de PlayStation Official Magazine – UK va considerar que els punts de desament estaven «una mica fora de lloc», assenyalant una part de la segona illa on no hi ha un punt de desament en tres nivells.
Les imatges van ser elogiades i els crítics les van declarar com les millors vistes en una consola de cinquena generació. Es va prestar especial atenció a les textures amb ombrejat Gouraud, als fons colorits i detallats, a la il·luminació i les ombres, l'animació fluida, i als efectes especials com les flames i la transparència de l'aigua. Tot i això, Radakovic va sentir que l'ombreig estava «gairebé massa ben fet», al·legant que feia que el joc fos més difícil en fer que els pous semblen ombres i viceversa. A l'estil visual el van comparar amb el d'una caricatura, i Glide va assenyalar que les animacions de la mort d'en Crash «li donen un toc de Warner Bros». El personatge va ser ben rebut pel seu peculiar disseny i els seus gestos, encara que Glide va considerar que els dissenys dels enemics eren dòcils.
Les reaccions a l'àudio van ser, en general, positives. E. Storm va elogiar la qualitat i la producció de la banda sonora feta amb el sistema PCM, i va afirmar que «quan puges al porc voldràs cridar "yee-haw!", i quan estiguis al mig de Castle Machinery et sentiràs com un maleït George Jetson». Glide va elogiar els efectes de so com a «excel·lents», encara que va sentir que la «música subtil i discreta podia semblar una tonteria per a alguns». Dan Toose de Hyper va elogiar el disseny de so com un afegiment a la presentació caricaturesca del joc. El 2009, Jim Sterling de Destructoid va declarar que el joc ha envellit malament des del seu llançament inicial a causa de la manca de compatibilitat amb els joysticks DualShock, i també en tenir l'enfocament de càmera i els controls de salt i de gir deficients. El 2015, el personal de Fact va classificar la partitura de Mancell com la 69a millor banda sonora de videojocs, i la va descriure com «els millors riffs de Funky house d'aquesta banda de Crazy Cousins». El 2018, el títol va ocupar el lloc 179 a la llista de Games TM dels «200 millors videojocs de tots els temps».

## Vendes
Crash Bandicoot va arribar a ser tot un èxit comercial. Als Estats Units, el joc va ser el segon títol de PlayStation més llogat a Blockbuster Video en el seu primer mes abans d'encapçalar la llista el mes següent i romandre entre els deu primers durant els dos mesos següents. Va vendre més d'1 milió d'unitats a tot el món el 1996, incloent 640.000 còpies als Estats Units i Europa, convertint-se en el quart i cinquè videojoc de la consola més venut de 1996 en aquests territoris, respectivament. A Austràlia, el títol va vendre més de 100.000 còpies en el seu primer mes de llançament.
L'èxit de Crash Bandicoot va continuar el 1997, en què va ser el desè videojoc més venut als Estats Units. Al maig de 1997, es va convertir en el primer lliurament no japonès a rebre un «Premi d'or» al Japó per vendes de més de 500.000 unitats, i al setembre, es va incloure en el rang de Grans èxits.
A finals de febrer de 1998, les seves vendes als Estats Units van assolir 1,5 milions d'unitats, mentre que les vendes al Japó i Europa van assolir les 610.000 i 725.000 unitats, respectivament. Les vendes van continuar fins al 1998: PC Data va rastrejar 771.809 vendes nacionals de Crash Bandicoot durant l'any, cosa que va generar 16 milions de dòlars en ingressos i el va convertir en el desè llançament de PlayStation més venut de l'any en aquest país. El joc va passar gairebé dos anys a les llistes de vendes de PlayStation dels 20 millors de NPD TRSTS abans de finalment caure al setembre de 1998. A Austràlia, va ser el quart videojoc de consola domèstica més venut del 1998.
Al festival Milia de 1999 a Canes, Crash Bandicoot es va emportar a casa un premi d'«Or» per ingressos superiors a 17 milions d'euros a la Unió Europea durant 1998. El febrer del 1999, s'havien enviat 4,49 milions de còpies a detallistes de tot el món. Fins al novembre de 2003, el títol ha venut més de 6,8 milions d'unitats a tot el món, la qual cosa el converteix en un dels videojocs de PlayStation més venuts de tots els temps i el més venut al rànquing de vendes als Estats Units.

## Llegat
Després del llançament de Crash Bandicoot, Naughty Dog va desenvolupar i va treure dues seqüeles, Crash Bandicoot 2: Cortex Strikes Back (1997) i Crash Bandicoot: Warped' (1998), i un joc de carreres de karts, Crash Team Racing (1999), totes amb gran èxit, tant crítica com comercialment. La sèrie va establir la reputació de Naughty Dog a la indústria dels videojocs, i van trobar més èxit amb altres sèries Jak and Daxter, Uncharted i The Last of Us; Posteriorment van recrear un nivell de Crash Bandicoot dins del seu títol de 2016, Uncharted 4: A Thief's End. Després que l'acord de publicació entre Universal Interactive i Sony acabés el 2000, diferents desenvolupadors van desenvolupar diverses entregues per a la franquícia que van rebre crítiques mixtes.
Crash Bandicoot es va llançar a PlayStation Network als Estats Units el 4 de desembre de 2006, ia Europa el 22 de juny de 2007. Durant l'E3 de 2016, Sony va anunciar que, com a part del vint aniversari de la sèrie, Vicarious Visions remasteritzaria els tres primers videojocs en una compilació titulada Crash Bandicoot N. Sane Trilogy, i llançat per a PlayStation 4 el 30 de juny de 2017. Dark Horse Comics va reimprimir la bíblia del desenvolupador original de Crash Bandicoot com una publicació de tapa dura titulada The Crash Bandicoot Files: How Willy the Wombat Sparked Marsupial Mania, que va ser llançat el 27 de març de 2018.